# Mätbar funktion
En mätbar funktion är inom matematiken en speciell sorts funktion mellan mätbara rum som bevarar mätbarheten.

## Formell definition
Låt {\displaystyle (X,{\mathcal {F}})\,} och {\displaystyle (Y,{\mathcal {G}})\,} vara mätbara rum.
En funktion {\displaystyle f:X\rightarrow Y} är mätbar om
{\displaystyle f^{-1}(G)\in {\mathcal {F}}\,}
för alla {\displaystyle G\in {\mathcal {G}}\,}.

För en mätbar funktion är den inversa bilden av en mätbar mängd också mätbar.

Man kan också säga att en funktion är {\displaystyle {\mathcal {F}}\,}-mätbar eller {\displaystyle ({\mathcal {F}},{\mathcal {G}})\,}-mätbar.
Notera att man inte behöver ha något mått definierat på rummen för att avgöra om en funktion är mätbar.

## Lebesguemätbar funktion
Om {\displaystyle (Y,{\mathcal {G}})=(\mathbb {R} ,{\mbox{Leb}}\,\mathbb {R} )\,} kan man också säga att en mätbar funktion är Lebesguemätbar.

## Borelfunktion
Låt 
{\displaystyle {\overline {\mathbb {R} }}:=\mathbb {R} \cup \{-\infty ,+\infty \}.}
Om X är ett topologiskt rum, {\displaystyle (X,{\mathcal {F}})=(X,{\mbox{Bor}}\,X)\,} och {\displaystyle (Y,{\mathcal {G}})=({\overline {\mathbb {R} }},{\mbox{Bor}}\,{\overline {\mathbb {R} }})\,} så kallas en mätbar funktion 
{\displaystyle f:X\rightarrow {\overline {\mathbb {R} }}}
för Borelfunktion. 
Eftersom Borelmängder är genererad av öppna mängder kan man bevisa att en funktion {\displaystyle f:X\rightarrow \mathbb {R} \cup \{-\infty ,+\infty \}} är en Borelfunktion om och endast om
{\displaystyle f^{-1}(G)\,}, {\displaystyle f^{-1}(\{-\infty \})\,} och {\displaystyle f^{-1}(\{+\infty \})\,} .
är Borelmängder för alla öppna mängder {\displaystyle G\subset \mathbb {R} }
Alternativt, en funktion {\displaystyle f:X\rightarrow {\overline {\mathbb {R} }}} är en Borelfunktion om och endast om
{\displaystyle \lbrace x\in A:f(x)>c\rbrace }
är Borelmängder för alla {\displaystyle c\in \mathbb {R} }.

## Exempel
Alla kontinuerliga funktioner i {\displaystyle \mathbb {R} ^{n}} är Lebesguemätbara och Borelfunktioner.